# خط طول 128° غرب
خط طول 128° غرب هو أحد خطوط الطول الجغرافية، والتي تمتد من القطب الشمالي الجغرافي إلى القطب الجنوبي الجغرافي، وحسب التحويل الزمني يتأخر خط طول 128° غرب عن خط غرينتش بـ8 ساعات و32 دقيقة.

## من القطب إلى القطب
ينطلق خط طول 128° غرب من القطب الشمالي نحو القطب الجنوبي مرورا بالمناطق التي ترد في الجدول التالي:
| الإحداثيات                           | البلد أو الإقليم أو البحر | ملاحظات |
| ------------------------------------ | ------------------------- | --- |
| 90°0′N 128°0′W / 90.000°N 128.000°W  | المحيط المتجمد الشمالي    | |
| 75°34′N 128°0′W / 75.567°N 128.000°W | بحر بيوفورت               | مرورا بشرق the Baillie Islands, الأقاليم الشمالية الغربية, كندا (في 70°35′N 128°5′W / 70.583°N 128.083°W) |
| 70°34′N 128°0′W / 70.567°N 128.000°W | كندا                      | الأقاليم الشمالية الغربية يوكون (إقليم) — من 61°42′N 128°0′W / 61.700°N 128.000°W كولومبيا البريطانية — من 60°0′N 128°0′W / 60.000°N 128.000°W, the mainland, Cunningham Island, Denny Island و Hunter Island |
| 51°54′N 128°0′W / 51.900°N 128.000°W | Fitz Hugh Sound           | |
| 51°44′N 128°0′W / 51.733°N 128.000°W | كندا                      | كولومبيا البريطانية — Hecate Island و Calvert Island |
| 51°28′N 128°0′W / 51.467°N 128.000°W | المحيط الهادئ             | Queen Charlotte Sound |
| 50°51′N 128°0′W / 50.850°N 128.000°W | كندا                      | كولومبيا البريطانية — جزيرة فانكوفر |
| 50°28′N 128°0′W / 50.467°N 128.000°W | المحيط الهادئ             | مرورا بشرق Henderson Island, جزر بيتكيرن (في 24°24′S 128°17′W / 24.400°S 128.283°W) |
| 60°0′S 128°0′W / 60.000°S 128.000°W  | المحيط الجنوبي            | |
| 74°12′S 128°0′W / 74.200°S 128.000°W | القارة القطبية الجنوبية   | المطالب الإقليمية بالقارة القطبية الجنوبية |